# Leif Hansen (astrónomo)
Leif Hansen (Dinamarca) es un astrónomo danés.
Profesor emérito del Instituto Niels Bohr desde el año 1980 hasta su jubilación en el año 2003.
El Centro de Planetas Menores le atribuye el descubrimiento del asteroide (4444) Escher realizado el 16 de septiembre de 1985 en colaboración con Per Rex Christensen y Hans Ulrik Nørgaard-Nielsen.